# Marcin Matkowski
Marcin Matkowski (* 15. leden 1981 Barlinek) je polský profesionální tenista specializující se na čtyřhru. Ve své dosavadní kariéře vyhrál na okruhu ATP World Tour třináct turnajů ve čtyřhře. Na challengerech ATP a okruhu ITF získal do září 2012 dvacet osm titulů ve čtyřhře.
Na žebříčku ATP byl ve dvouhře nejvýše klasifikován v září 2000 na 647. místě a ve čtyřhře pak v červenci 2012 na 7. místě.
Na US Open 2011 se s krajanem Mariuszem Fyrstenbergem, s nímž vytvořil v roce 2003 stabilní deblovou dvojici, probojovali do finále mužské čtyřhry. Na US Open 2012 pak odešel poražen z finále smíšené čtyřhry, v níž hrál s Češkou Květou Peschkeovou.
V polském daviscupovém týmu debutoval v roce 2000 utkáním 1. kola 2. skupiny zóny Evropy a Afriky proti Estonsku, v němž vyhrál dvouhru i čtyřhru. Do roku 2013 v soutěži nastoupil k dvaceti čtyřem mezistátním utkáním s bilancí 4–1 ve dvouhře a 17–7 ve čtyřhře. Polsko také reprezentoval na Letních olympijských hrách 2004, 2008 a 2012.
Příležitostnou spoluhráčkou ve smíšené čtyřhře byla na grandslamech Caroline Wozniacká, Dánka s polskými kořeny.

## Finálová utkání na Grand Slamu

### Mužská čtyřhra: 1 (0–1)

#### Finalista
| Rok  | Turnaj  | Spoluhráč           | Vítězové                         | Výsledek |
| 2011 | US Open | Mariusz Fyrstenberg | Jürgen Melzer Philipp Petzschner | 2–6, 2–6 |

### Smíšená čtyřhra: 1 (0–1)

#### Finalista
| Rok  | Turnaj  | Spoluhráčka      | Vítězové                           | Výsledek           |
| 2012 | US Open | Květa Peschkeová | Jekatěrina Makarovová Bruno Soares | 7-68, 1–6, [10–12] |

## Finále Turnaje mistrů

### Čtyřhra: 1 (0–1)

#### Finalista
| Rok  | Turnaj | Povrch    | Spoluhráč           | Vítězové                 | Výsledek |
| ---- | ------ | --------- | ------------------- | ------------------------ | -------- |
| 2011 | Londýn | tvrdý (h) | Mariusz Fyrstenberg | Max Mirnyj Daniel Nestor | 5–7, 3–6 |

## Finále na turnajích ATP Tour
| Legenda (před/od 2009)                                            |
| D – dvouhra; Č – čtyřhra                                          |
| Grand Slam (0–1 Č)                                                |
| Tennis Masters Cup / ATP World Tour Finals (0–1 Č)                |
| ATP Masters Series / ATP World Tour Masters 1000 (1–3 Č)          |
| ATP International Series Gold / ATP World Tour 500 series (2–5 Č) |
| ATP International Series / ATP World Tour 250 series (9–11 Č)     |

### Čtyřhra: 34 (13–21)

#### Vítěz (13)
| Č.  | Datum           | Turnaj                    | Povrch       | Partner             | Finalisté                         | Výsledek              |
| 1.  | 3. srpen 2003   | Sopoty, Polsko            | antuka       | Mariusz Fyrstenberg | František Čermák Leoš Friedl      | 6-4, 6-77, 6-3        |
| 2.  | 29. únor 2004   | Costa Do Sauipe, Brazílie | antuka       | Mariusz Fyrstenberg | Tomas Behrend Leoš Friedl         | 6-2, 6-2              |
| 3.  | 7. srpen 2005   | Sopoty, Polsko            | antuka       | Mariusz Fyrstenberg | Lucas Arnold Ker Sebastian Prieto | 7-67, 6-4             |
| 4.  | 17. září 2006   | Bukurešť, Rumunsko        | antuka       | Mariusz Fyrstenberg | Martín García Luis Horna          | 6-75, 7-65, 10-8      |
| 5.  | 5. srpen 2007   | Sopoty, Polsko            | antuka       | Mariusz Fyrstenberg | Martín García Sebastian Prieto    | 6-1, 6-1              |
| 6.  | 14. říjen 2007  | Vídeň, Rakousko           | tvrdý        | Mariusz Fyrstenberg | Tomas Behrend Christopher Kas     | 6-4, 6-2              |
| 7.  | 15. červen 2008 | Warszawa, Polsko          | antuka       | Mariusz Fyrstenberg | Nikolaj Davyděnko Jurij Ščukin    | 6-0, 3-6, 10-4        |
| 8.  | 19. říjen 2008  | Madrid, Španělsko         | tvrdý        | Mariusz Fyrstenberg | Mahesh Bhupathi Mark Knowles      | 6-4, 6-2              |
| 9.  | 19. červen 2009 | Eastbourne, UK            | tráva        | Mariusz Fyrstenberg | Travis Parrott Filip Polášek      | 6-4, 6-4              |
| 10. | 4. říjen 2009   | Kuala Lumpur, Malajsie    | tvrdý        | Mariusz Fyrstenberg | Igor Kunicyn Jaroslav Levinský    | 6-2, 6-1              |
| 11. | 18. června 2010 | Eastbourne, UK (2)        | tráva        | Mariusz Fyrstenberg | Colin Fleming Ken Skupski         | 6–3, 5–7, [10–8]      |
| 12. | 29. dubna 2012  | Barcelona, Španělsko      | antuka       | Mariusz Fyrstenberg | Marcel Granollers Marc López      | 2–6, 7–6(9–7), [10–8] |
| 13. | 14. května 2012 | Madrid, Španělsko         | modrá antuka | Mariusz Fyrstenberg | Robert Lindstedt Horia Tecău      | 6–3, 6–4              |

#### Finalista (21)
| Č.  | Datum              | Turnaj                    | Povrch    | Partner             | Vítězové                            | Výsledek          |
| 1.  | 2. říjen 2005      | Palermo, Itálie           | antuka    | Mariusz Fyrstenberg | Martín García Mariano Hood          | 6-2, 6-3          |
| 2.  | 26. únor 2006      | Costa Do Sauipe, Brazílie | antuka    | Mariusz Fyrstenberg | Lukáš Dlouhý Pavel Vízner           | 6-1, 4-6, 10-3    |
| 3.  | 30. duben 2006     | Barcelona, Španělsko      | antuka    | Mariusz Fyrstenberg | Mark Knowles Daniel Nestor          | 6-2, 6-74, 10-5   |
| 4.  | 27. srpen 2006     | New Haven, USA            | tvrdý     | Mariusz Fyrstenberg | Jonatan Erlich Andy Ram             | 6-3, 6-3          |
| 5.  | 1. říjen 2006      | Palermo, Itálie           | antuka    | Mariusz Fyrstenberg | Martín García Luis Horna            | 7-61, 7-62        |
| 6.  | 29. říjen 2006     | Basilej, Švýcarsko        | koberec   | Mariusz Fyrstenberg | Mark Knowles Daniel Nestor          | 4-6, 6-4, 10-8    |
| 7.  | 26. srpen 2007     | New Haven, USA            | tvrdý     | Mariusz Fyrstenberg | Mahesh Bhupathi Nenad Zimonjić      | 6-3, 6-3          |
| 8.  | 7. říjen 2007      | Metz, Francie             | tvrdý     | Mariusz Fyrstenberg | Arnaud Clément Michaël Llodra       | 6-1, 6-4          |
| 9.  | 21. říjen 2007     | Madrid, Španělsko         | tvrdý     | Mariusz Fyrstenberg | Bob Bryan Mike Bryan                | 6-3, 7-64         |
| 10. | 4. květen 2008     | Barcelona, Španělsko      | antuka    | Mariusz Fyrstenberg | Bob Bryan Mike Bryan                | 6-3, 6-2          |
| 11. | 14. září 2008      | Bukurešť, Rumunsko        | antuka    | Mariusz Fyrstenberg | Nicolas Devilder Paul-Henri Mathieu | 7-64, 6-79, 22-20 |
| 12. | 5. říjen 2008      | Metz, Francie             | tvrdý     | Mariusz Fyrstenberg | Arnaud Clément Michaël Llodra       | 5-7, 6-3, 10-8    |
| 13. | 9. srpen 2009      | Washington, USA           | tvrdý     | Mariusz Fyrstenberg | Martin Damm Robert Lindstedt        | 7-5, 7-63         |
| 14. | 18. říjen 2009     | Šanghaj, Čína             | tvrdý     | Mariusz Fyrstenberg | Julien Benneteau Jo-Wilfried Tsonga | 6-2, 6-4          |
| 15. | 3. října 2010      | Kuala Lumpur, Malajsie    | tvrdý     | Mariusz Fyrstenberg | František Čermák Michal Mertiňák    | 7–6(3), 7–6(5)    |
| 16. | 10. října 2010     | Peking, ČLR               | tvrdý     | Mariusz Fyrstenberg | Bob Bryan Mike Bryan                | 6–1, 7–6(5)       |
| 17. | 17. října 2010     | Šanghaj, ČLR              | tvrdý     | Mariusz Fyrstenberg | Jürgen Melzer Leander Paes          | 7–5, 4–6, [10–5]  |
| 18. | 31. října 2010     | Vídeň, Rakousko           | tvrdý     | Mariusz Fyrstenberg | Daniel Nestor Nenad Zimonjić        | 7–5, 3–6, [10–5]  |
| 19. | 10. září 2011      | US Open, USA              | tvrdý     | Mariusz Fyrstenberg | Jürgen Melzer Philipp Petzschner    | 6–2, 6–2          |
| 20. | 27. listopadu 2011 | Londýn, UK                | tvrdý (h) | Mariusz Fyrstenberg | Max Mirnyj Daniel Nestor            | 5–7, 3–6          |
| 21. | 3. března 2012     | Dubaj, SAE                | tvrdý     | Mariusz Fyrstenberg | Mahesh Bhupathi Rohan Bopanna       | 4–6, 6–3, [5–10]  |

## Postavení na konečném žebříčku ATP

### Dvouhra
| Rok    | 1998  | 1999   | 2000   | 2001    | 2002   | 2003   | 2004    | 2005   | 2006    |
| Pořadí | 1342. | ▲ 719. | ▼ 890. | ▼ 1379. | ▲ 833. | ▲ 825. | ▼ 1447. | ▲ 711. | ▼ 1422. |

### Čtyřhra
| Rok    | 1998 | 1999    | 2000   | 2001   | 2002   | 2003  | 2004  | 2005  | 2006  | 2007  | 2008  |
| Pořadí | 768. | ▼ 1277. | ▲ 650. | ▲ 292. | ▲ 204. | ▲ 97. | ▲ 52. | ▬ 52. | ▲ 17. | ▼ 23. | ▲ 15. |